# Аварии ракет-носителей «Протон»
Начиная с 1967 года, было произведено 404 пуска РН «Протон». Из них 49 закончились неудачей во время работы первых трёх ступеней и разгонного блока.

## Аварии в 1967—1970 годах
Самый аварийный период пришёлся на время отработки РН в условиях «лунной гонки» СССР-США в 1967—1970 гг. В это время проводились лётные испытания ракеты-носителя, разгонного блока Д, возвращаемого аппарата типа «Зонд», а также аппаратов семейства «Луна» и «Марс». 9 неудач произошло во время работы первых трёх ступеней РН «Протон»: пять во время работы 2-й и 3-й ступеней, две — 1-й ступени, и по одной — по ложной команде системы безопасности и из-за разрушения головного обтекателя КА. Ещё четыре неудачи произошли вследствие отказов двигательной установки разгонного блока Д. В общем, поставленные задачи были выполнены только в 10 пусках из 25.
Трагически закончилась авария на космодроме в июле 1968 года. При подготовке к пуску космического корабля «Зонд-5Б», назначенному на 21 июля 1968 года, лопнул бак окислителя блока Д, частично разрушив головной обтекатель (ГО). Корабль 7К-Л1 с полуразрушенным ГО упал на несколько метров вниз и застрял на площадках фермы обслуживания; бак горючего блока Д с пятью тоннами керосина оторвался от фермы и упёрся в элементы третьей ступени ракеты. По одним данным 1 человек погиб, один был ранен, по другим данными погибло 3 человека.
К этому периоду также относится авария 19 февраля 1969 года, когда на 51,4 секунде полёта ракеты произошло разрушение головного обтекателя во время прохождения зоны максимального скоростного напора. В результате был потерян первый самоходный аппарат типа «Луноход». Другая опасная авария произошла 2 апреля 1969 года при запуске АМС «Марс», когда произошёл отказ одного из двигателей РД-253 на 0.02 секунде. На 41-й секунде полёта ракета врезалась носом в землю примерно в 3 км от стартовой установки. Стартовый комплекс практически не пострадал, но в близлежащем МИКе вылетели стекла.

## Аварии «Экранов»
В 1976 году началось развёртывание системы «Экран». Спутники этой серии предназначались для переброски центральных каналов на территорию Сибири и Дальнего Востока: приём вёлся на коллективную земную станцию, и затем программы ретранслировались на прилегающие окрестности. В 1978 году в результате серии из трёх аварий РН «Протон-К» были потеряны три спутника серии «Экран», предназначенные для замены уже существующих (хотя в промежутках между «Экранами» благополучно стартовали другие КА). Перебои в работе системы «Экран» привели к недовольству среди населения.

## Аварии в постсоветское время
Несколько аварий произошли с РН «Протон» и в постсоветское время.
Так как поля падения отработавших ступеней находятся на территории Казахстана, каждый нештатный пуск вызывает негативную реакцию казахстанского правительства. В 1999 году РН «Протон» дважды падали в Карагандинской области (КА «Грань» и КА «Экспресс-А1»). Во время первой аварии один фрагмент РН упал на жилую территорию, но ничего не повредил. Тем не менее в степи возник пожар, вызванный разливом топлива центральной секции РБ «Бриз М». Топливо второй и третьей ступеней РН выгорело и испарилось при разрушении баков этих ступеней на высотах 28—30 км. Во время второй аварии обломки РН, РБ и спутника «Экспресс-А» упали в малонаселённом районе Карагандинской области Республики Казахстан. Пострадавших в результате аварий не было. Тем не менее представители казахстанского правительства выступили с заявлением о желании Казахстана пересмотреть договор об аренде комплекса Байконур. Также были высказаны требования о переходе от уведомительной практики запусков к разрешительной. Некоторые депутаты парламента Казахстана потребовали запретить запуски российских военных КА с космодрома Байконур.
6 сентября 2007 года РН «Протон-М» после неудачного запуска с космодрома «Байконур» упала в 40 км от города Жезказган, залив его окрестности гептилом — высокотоксичным топливом . Ситуацию усугубил тот факт, что в этот же день в городе находился казахстанский президент Нурсултан Назарбаев. Несмотря на быструю ликвидацию последствий экологической катастрофы, Казахстан потребовал от России компенсационную выплату в размере $60,7 млн. Россия добилась снижения суммы компенсации до $2,5 млн.

### Череда аварий 2010—2015 годов
Начиная с декабря 2010 года с РН «Протон-М» произошли несколько серьёзных аварий, повлекших потерю нескольких российских спутников, а также одного иностранного спутника российского производства. Эта череда аварий вызвала серьёзный общественный резонанс и привела к увольнениям нескольких высокопоставленных чиновников, а также попыткам серьёзной перестройки российской космической индустрии. Причиной аварий называют человеческий фактор при постройке.
3 КА Глонасс-М. 5 декабря 2010 года ракета-носитель «Протон-М», которая должна была вывести на орбиту три спутника Глонасс-М, отклонилась от курса на 8 градусов. В результате этого спутники вышли на незамкнутую орбиту и упали в несудоходном районе Тихого океана. Авария не позволила закончить формирование российской навигационной группировки ГЛОНАСС: в случае успеха заработали бы 24 спутника, по восемь в трёх плоскостях. Причиной нештатного полёта явилось превышение массы разгонного блока ДМ-03 вследствие конструкторской ошибки в формуле расчёта дозы заправки жидкого кислорода в инструкции по эксплуатации системы контроля заправки (было залито чрезмерное количество топлива). В связи с аварией были уволены вице-президент и главный конструктор по средствам выведения РКК «Энергия» Вячеслав Филин и заместитель руководителя Роскосмоса Виктор Ремишевский. Руководителю Роскосмоса Анатолию Перминову был объявлен выговор. Ущерб от потери спутников составил 2,5 млрд руб., не считая стоимости РН «Протон-М».
После этой аварии, а также после аварийного пуска КА «Гео-ИК-2» с помощью РН «Рокот», в апреле 2011 года ушёл с поста главы Роскосмоса Анатолий Перминов.
Экспресс АМ4. 18 августа 2011 года в результате аварии РБ «Бриз-М» был оставлен на неправильной орбите спутник связи Экспресс АМ4 российского спутникового оператора ГПКС. Параметры орбиты (i = 51,23°, апогей — 20 294 км, перигей — 995 км) не позволили спасти спутник с помощью собственных двигателей.
Экспресс АМ4 должен был стать самым мощным спутником связи в Европе. По словам министра связи России Игоря Щеголева, Экспресс АМ4 являлся «выдающимся по своим параметрам телекоммуникационным спутником не только для России, но и для всего мира». Кроме всего прочего, российская государственная компания ФГУП РТРС с его помощью собиралась осуществить переход с аналогового на цифровое ТВ. Стоимость создания и запуска спутника предположительно составила около 10 млрд рублей. Спутник был застрахован на 7,5 млрд рублей в страховой компании «Ингосстрах».
Телком-3 и Экспресс МД2. 6 августа 2012 года в результате аварии РБ «Бриз-М» были оставлены на неправильных орбитах спутник связи Экспресс МД2 российского спутникового оператора ГПКС (который предназначался для частичной замены потерянного ранее «Экспресс-АМ4»), а также индонезийский спутник связи Телком-3 российского производства. Из-за слишком низкой орбиты спутники были признаны потерянными. Причиной аварии была признана производственная проблема: произошло засорение магистрали наддува дополнительных топливных баков горючего «Бриза-М».
Ущерб от аварии оценивается в 5—6 млрд рублей, не учитывая того, что оба спутника были застрахованы, из них Экспресс МД2 на 1,2 млрд рублей.
После этой аварии президент РФ Владимир Путин освободил Владимира Нестерова от должности гендиректора Космического центра им. Хруничева.
Ямал-402. 8 декабря 2012 года авария с РБ «Бриз-М». В ходе выведения КА «Ямал-402» российского оператора «Газпром космические системы» процедура отстыковки от разгонного блока «Бриз-М» произошла на 4 минуты раньше расчётного времени, и спутник был оставлен на орбите ниже расчётной. Тем не менее, «Ямал-402» достиг рабочей орбиты, используя свои собственные двигатели. Так как для проведения дополнительных манёвров была истрачена часть горючего, предназначенного для коррекции орбиты, «Ямал-402» сможет проводить коррекции орбиты в течение лишь 11,5 лет вместо ожидавшихся 19. Это также меньше первоначального срока активного существования спутника, который был равен 15 годам. В связи с этим «Газпром космические системы» получил €73 млн страхового возмещения за последствия сбоя при запуске спутника.
3 КА Глонасс-М. 2 июля 2013 года после старта РН «Протон-М» с разгонным блоком ДМ-03 произошла авария и падение РКН на 32й секунде полёта на территории космодрома приблизительно в 2,5 км от стартового комплекса. В этот момент в ракете находилось около 600 тонн компонентов топлива, большая часть которых сгорела при взрыве. Жертв и разрушений нет. Аварийное изделие упало в пределах санитарно-защитной зоны космодрома Байконур с формированием большой воронки и загрязнения почв ракетным топливом, так как возникший пожар (который бы мог способствовать естественному разрушению высокотоксичного гептила) потушили. Пуск ракеты и её крушение в прямом эфире показал телеканал «Россия-24». Ущерб от аварии оценивается в 4,4 млрд рублей, так как этот пуск не был застрахован. После аварии была создана аварийная комиссия под руководством заместителя главы Федерального космического агентства Александра Лопатина. Комиссия пришла к выводу, что причиной аварии РН «Протон-М» стала неправильная установка датчиков угловых скоростей по каналу рыскания при сборке ракеты в ноябре 2011 года. Три датчика из шести были перевёрнуты на 180 градусов, что привело к получению системой управления ракеты некорректных данных о её ориентации. Так как датчики технологически сложно установить неправильно, их закрепили с применением силы, после того как не смогли установить в соответствии с инструкцией
. Комиссия установила также, что при проведении пуска РКН формирование сигнала «Контакт подъёма» произошло до фактического схода РКН с опор пускового устройства, на 0,4 с раньше расчётного времени. Тем не менее, это не стало причиной аварии. В связи с аварией Председатель Правительства Российской Федерации Дмитрий Медведев 2 августа 2013 года объявил выговор главе Роскосмоса Владимиру Поповкину за ненадлежащее выполнение своих обязанностей. А 10 октября 2013 года распоряжением Председателя Правительства Российской Федерации он был освобождён от должности руководителя Федерального космического агентства Российской Федерации. После аварии Владимир Поповкин без средств индивидуальной защиты отправился (так как чувствовал ответственность за аварию) на её место и подвергся воздействию паров гептила, что вызвало болезнь и смерть 18 июня 2014 года от онкологического заболевания.
Экспресс АМ4P. 16 мая 2014 года в 01:42 МСК был запуск, а после 530-й секунды полёта на ракете-носителе возникла нештатная ситуация, после чего репортаж полёта был прекращён. На 540-й секунде полёта с носителем была утрачена связь, произошло аварийное отключение двигателей, а головной блок не отделился от ракеты. Спутник Экспресс АМ4Р не вышел на целевую орбиту из-за аварии на этапе работы третьей ступени ракета носителя Протон-М. Предварительный анализ телеметрии показал, что разрушение 3 ступени произошло на высоте 160 км, скорость полёта на тот момент составляла 7 км/с. Неназванный источник сообщил, что на 545-й секунде полета произошёл отказ рулевого двигателя. Обломки ракеты-носителя и остатки топлива сгорели в атмосфере. Несколько фрагментов упали на территории Китая. Запуск был застрахован в страховой компании «Ингосстрах» — имущественные риски (стоимость самого спутника и возможные убытки у производителя) — на 7,8 млрд руб., ответственность перед третьими лицами — на 6 млрд руб. Ведётся расследование причин аварии. Глава Роскосмоса Олег Остапенко сообщил, что предварительные результаты работы межведомственной комиссии по расследованию причин аварии «Протона-М» будут озвучены в течение пяти суток, до 22 мая. Он уточнил, что в созданную в день аварии межведомственную комиссию вошли 24 эксперта, представляющие Роскосмос, Минобороны РФ, Объединенную ракетно-космическую корпорацию, ФГУП «ЦНИИмаш», ФГУП «Исследовательский центр имени Келдыша», ФГУП «Научно-производственное объединение „Техномаш“», ФГБУ «ЦНИИ Войск ВКО». Как стало известно 7 июня 2014 года, комиссия экспертов, которая занималась расследованием происшествия объявила, что причиной аварии стал производственный дефект в ходе сборки. Точнее, из-за неисправности третьей ступени. Авария произошла из-за допущенного нарушения при сборке агрегата, которое привело к разрушению крепления подшипника и подшипника турбонасосного агрегата рулевого двигателя третьей ступени ракеты-носителя. Запуски Протонов приостановлены до полного расследования.
Аварии 2013—2014 годов привели к отрицательным последствиям не только для космической и телекоммуникационной, но и для страховой отрасли — тарифы на перестрахование рисков при запусках «Протон-М» превысили аналогичные для ракет-носителей «Ариан». Для повышения надёжности страхования Минфин РФ выделил Роскосмосу на 2014 год дополнительно 1,7 млрд.руб.
MexSat-1. 16 мая 2015 года, ровно через год после прошлого неудачного запуска, у ракеты Протон-М с мексиканским спутником MexSat-1 на борту через 500 секунд после запуска произошла нештатная ситуация, в результате которой ракета не вывела спутник на геостационарную орбиту и сгорела в атмосфере. Согласно заключению международной комиссии по расследованию, причиной аварии стал конструктивный недостаток вала ротора турбонасосного агрегата третьей ступени, который вышел из строя из-за повышенных вибрационных нагрузок. Данная неисправность уже была причиной аварии ракеты-носителя 18 января 1988 года при запуске спутника связи «Горизонт».